# Berners Roding
Berners Roding är en by i Abbess Beauchamp and Berners Roding, Epping Forest, Essex, England. År 1946 blev den en del av den då nybildade Abbess Beauchamp and Berners Roding. Parish hade 81 invånare år 1931. Byn nämndes i Domedagsboken (Domesday Book) år 1086, och kallades då Rodinges/Rodingis.